# Петрушин, Сергей Яковлевич
Сергей Яковлевич Петрушин  (октябрь 1887 — 13 января 1938) — военный деятель, участник Первой мировой войны, Гражданской войны. Помощник командующего войсками Уральского военного округа по материальному обеспечению. Комбриг (1936). Расстрелян в 1937 году по обвинению в участии в антисоветской террористической организации. В 1958 году посмертно реабилитирован.

## Биография
Родился в октябре 1887 года в г. Дорогобуже Смоленской губернии в семье ремесленника. Русский. Окончил двухклассную фабричную школу. Одновременно с учебой трудился на текстильной фабрике в г. Ярцево Смоленской губернии. В 1903-1909 гг. работал на той же фабрике сначала мальчиком в конторе, затем конторщиком.

### В РИА
В октябре 1909 года призван в армию. Службу проходил в 107-м пехотном Троицком полку рядовым солдатом, затем полковым писарем. В марте 1913 г. уволен в запас. С января 1914 г. и до начала Первой мировой войны работал в Дорогобужском земстве помощником секретаря. С началом войны в 1914 г. снова призван в армию. С 1915 г. служил в должности казначея 210-й Саратовской пехотной дружины, с 1916 г. — казначея 486-го Верхнемедведицкого пехотного полка.

### После Февральской революции
Избран председателем солдатского комитета 486-го пехотного полка и членом дивизионного комитета 122-й пехотной дивизии. Участвовал в боях с войсками украинской Центральной рады в 1917 г. В феврале 1918 г. в составе полка в г. Луцке был захвачен немцами в плен, откуда в марте того же года бежал. В июле — августе 1918 г. — член Дорогобужского исполкома и заведующий подотделом снабжения. В сентябре — ноябре 1918 г. — секретарь Дорогобужского исполкома.

### В РККА
В Красной армии с 1918 г. Участник Гражданской войны в России. В годы войны занимал должности: заведующего оперативной частью (июль — август 1918 г.), врид начальника штаба (август — ноябрь 1918 г.), помощника начальника штаба бригады по оперативной части (июль — август 1919 г.), помощника начальника штаба 27-й стрелковой дивизии по оперативной части (октябрь 1919 г. — январь 1920 г.), начальника штаба бригады (январь — апрель, июнь — сентябрь 1920 г.). С 1920 г. — слушатель Академии Генерального штаба РККА. Член ВКП(б) с июня 1920 г.

### Карьера в РККА после войны
В Красной армии добровольно с ноября 1918 г. Участник Гражданской войны. Воевал на Южном фронте с деникинцами (в 1919 г.) в составе подразделения Смоленских пехотных курсов. Службу в РККА начал с должности курсанта Смоленских пехотных командных курсов (ноябрь 1918 г. — апрель 1919 г.). Затем последовательно командовал подразделениями вплоть до батальона. В 1920 г. окончил школу штабной службы Западного фронта.

### После Гражданской войны
После Гражданской войны на ответственных командных, штабных и административно-хозяйственных-должностях в РККА. В должности командира 2-го батальона 2-го полка отдельной сводной бригады курсантов участвовал в подавлении Кронштадтского мятежа в марте 1921 г. Из приказа Реввоенсовета Республики № 145 от 21 июня 1922 г.: 

«Утверждается присуждение... РВС быв. 7-й армии ордена Красного Знамени нижеследующим товарищам за отличия, проявленные ими в боях 17-18 марта 1921 г. под Кронштадтом: командиру 2-го батальона 2-го полка отдельной сводной бригады курсантов тов. Петрушину Сергею...»
После ликвидации Кронштадтского мятежа — начальник штаба отдельной бригады курсантов. В 1921-1924 гг. — слушатель основного факультета Военной академии РККА. Практическую подготовку после окончания академии проходил в должности командира 31-го стрелкового полка. В 1926-1927 гг. — помощник начальника 1-го отдела Оперативного (1-го) управления Штаба РККА. С марта 1927 г. — начальник 1-го (оперативного) отдела штаба Сибирского военного округа. В 1929 г. окончил КУВНАС при Военной академии имени М. В. Фрунзе. Участник боевых действий в период конфликта на КВЖД в 1929 г. С декабря 1929 г. — начальник 1-го (оперативного) отдела штаба Особой Дальневосточной армии. С января 1930 г. — начальник штаба 18-го стрелкового корпуса. В течение восьми месяцев временно командовал этим корпусом. С декабря 1931 г. — заместитель начальника штаба Особой Краснознаменной Дальневосточной армии (ОКДВА). С декабря 1933 г. состоял в распоряжении Главного управления РККА с прикомандированием к штабу ОКДВА. С марта 1934 г. являлся комендантом и военным комиссаром 106-го (Полтавского) укрепленного района. С мая 1936 г. — в распоряжении Управления по начсоставу РККА. В сентябре 1936 г. назначен помощником командующего войсками Уральского военного округа по материальному обеспечению.

### Арест, расстрел, реабилитация
Арестован 11 июля 1937 г. Военной коллегией Верховного суда СССР 13 января 1938 г. по обвинению в участии в военном заговоре приговорен к расстрелу. Приговор приведен в исполнение в тот же день. Определением Военной коллегии от 25 марта 1958 г. реабилитирован.

## Награды
- Орден Красного Знамени (1922. Знак ордена № 11 313)

## Воинские чины и звания
- Нижний чин
- Комбриг (26.11.1935 приказ НКО №2484).